# Arménie aux Jeux olympiques d'hiver de 2018
L'Arménie participe aux Jeux olympiques d'hiver de 2018 à Pyeongchang en Corée du Sud du 9 au 25 février 2018. Il s'agit de sa septième participation à des Jeux d'hiver.

## Participation
Aux Jeux olympiques d'hiver de 2018, les athlètes de l'équipe d'Arménie participent aux épreuves suivantes : 
| Sport       | Hommes | Femmes | Total |
| ----------- | ------ | ------ | ----- |
| Ski alpin   | 1      | 0      | 1     |
| Ski de fond | 1      | 1      | 2     |
| Total       | 2      | 1      | 3     |